# Eupelmus dumasi
Eupelmus dumasi är en stekelart som beskrevs av Girault 1915. Eupelmus dumasi ingår i släktet Eupelmus och familjen hoppglanssteklar. Inga underarter finns listade i Catalogue of Life.